# Bezirk Zürich
Der Bezirk Zürich ist ein Bezirk im Kanton Zürich in der Schweiz und besteht seit dem 1. Juli 1989 nur noch aus der Stadt Zürich (für Weiteres siehe Geschichte).

## Politische Gemeinden
| Wappen | PLZ       | Gemeindename | Einwohner (31. Dezember 2023) | Fläche in km² | Einwohner pro km² |
| ------ | --------- | ------------ | ----------------------------- | ------------- | ----------------- |
| Zürich | 8000–8099 | Zürich       | 433'989                       | 87,93         | 4936              |
| Total  | Total     | Total        | 433'989                       | 87,93         | 4936              |

## Veränderungen im Gemeindebestand

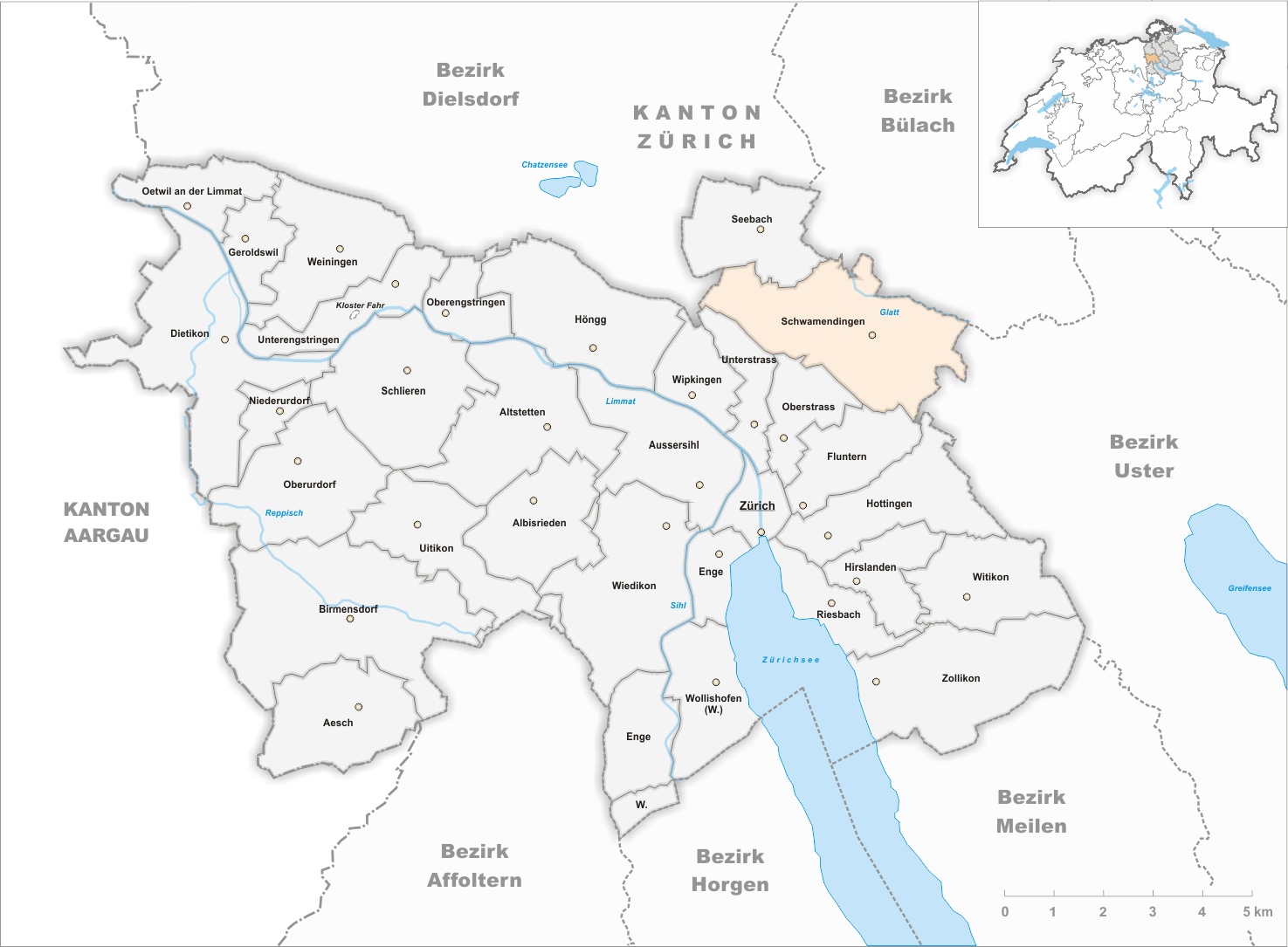
Gemeinden bis 1871
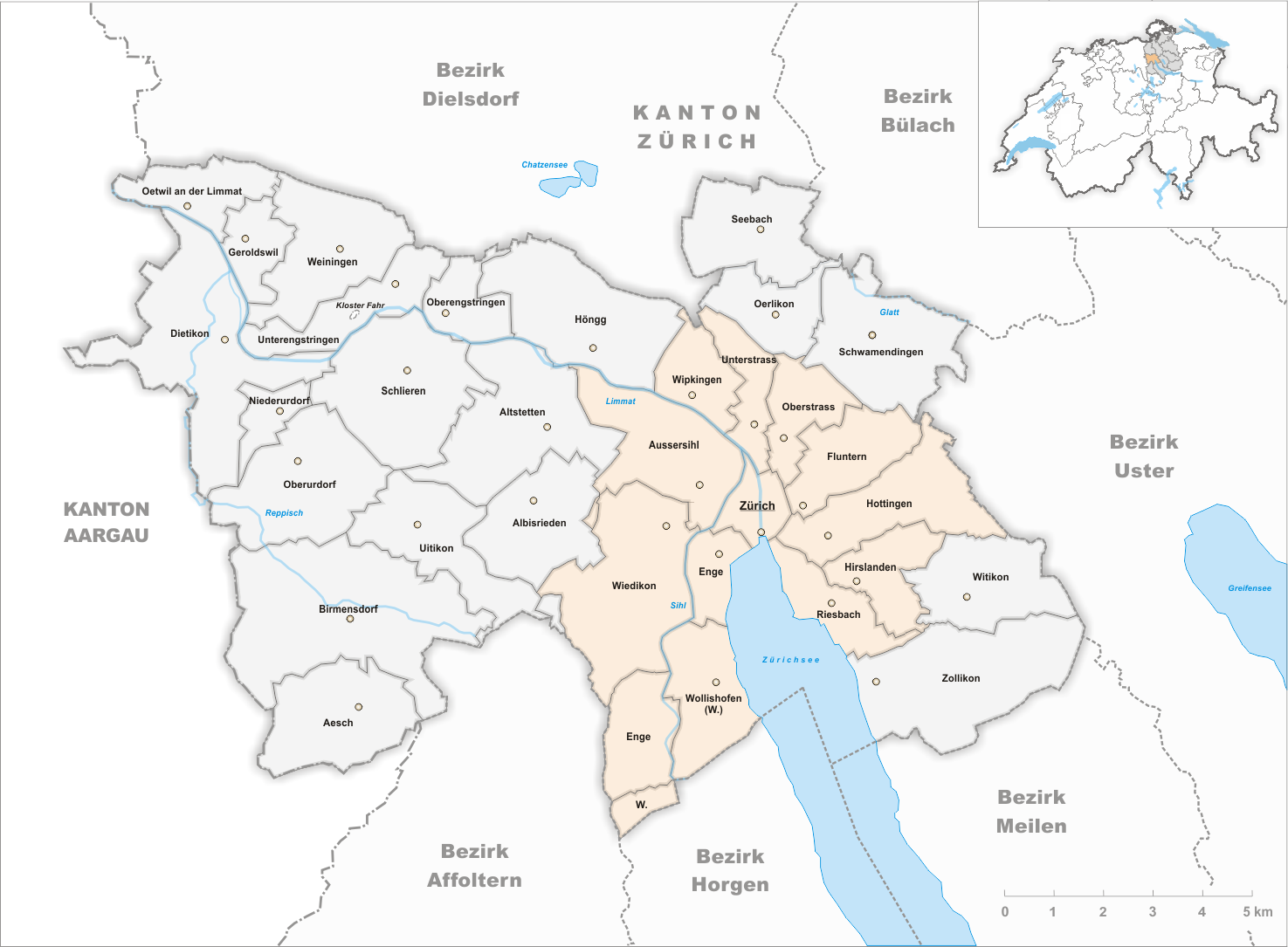
Gemeinden bis 1892
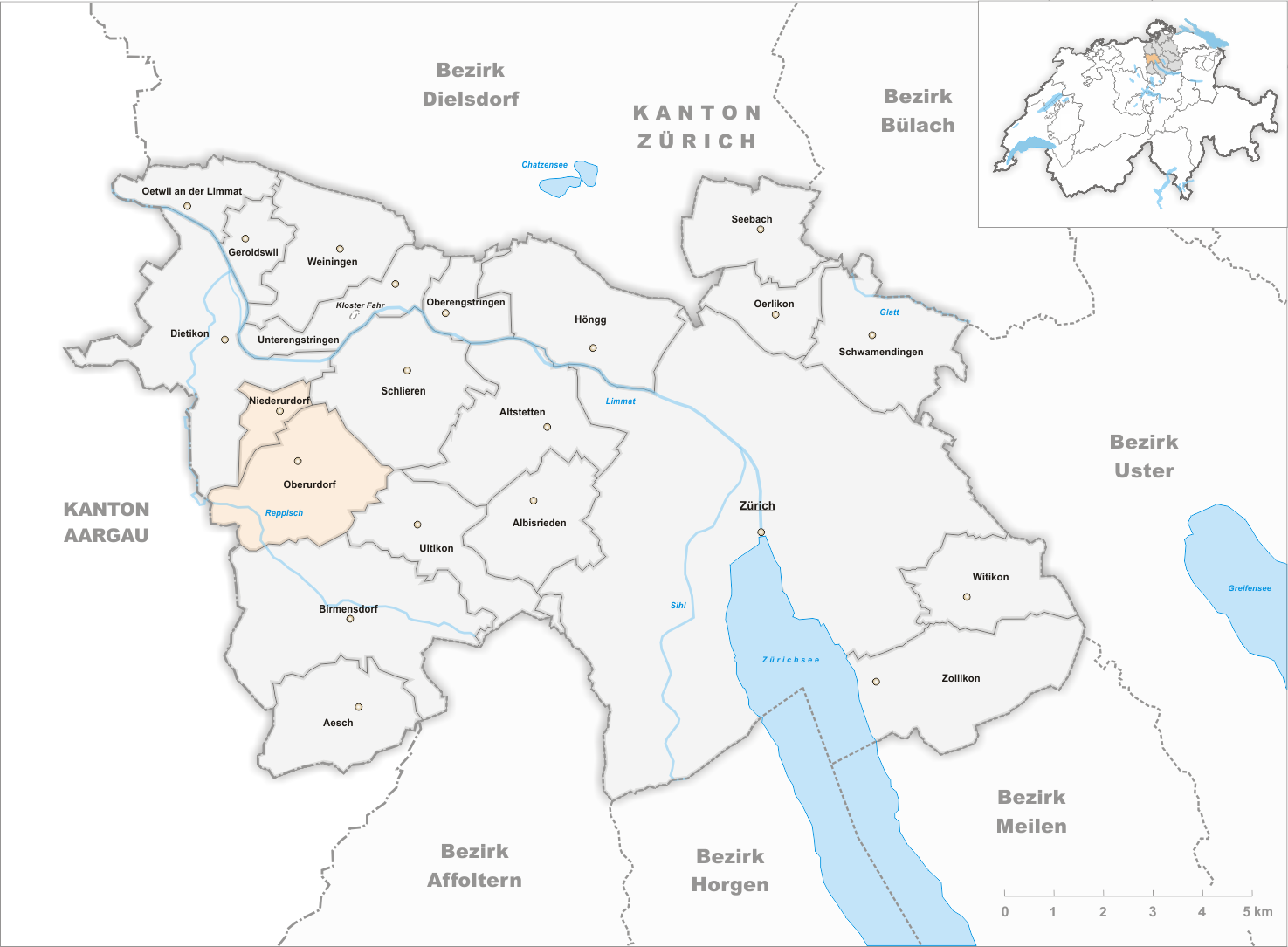
Gemeinden bis 1930
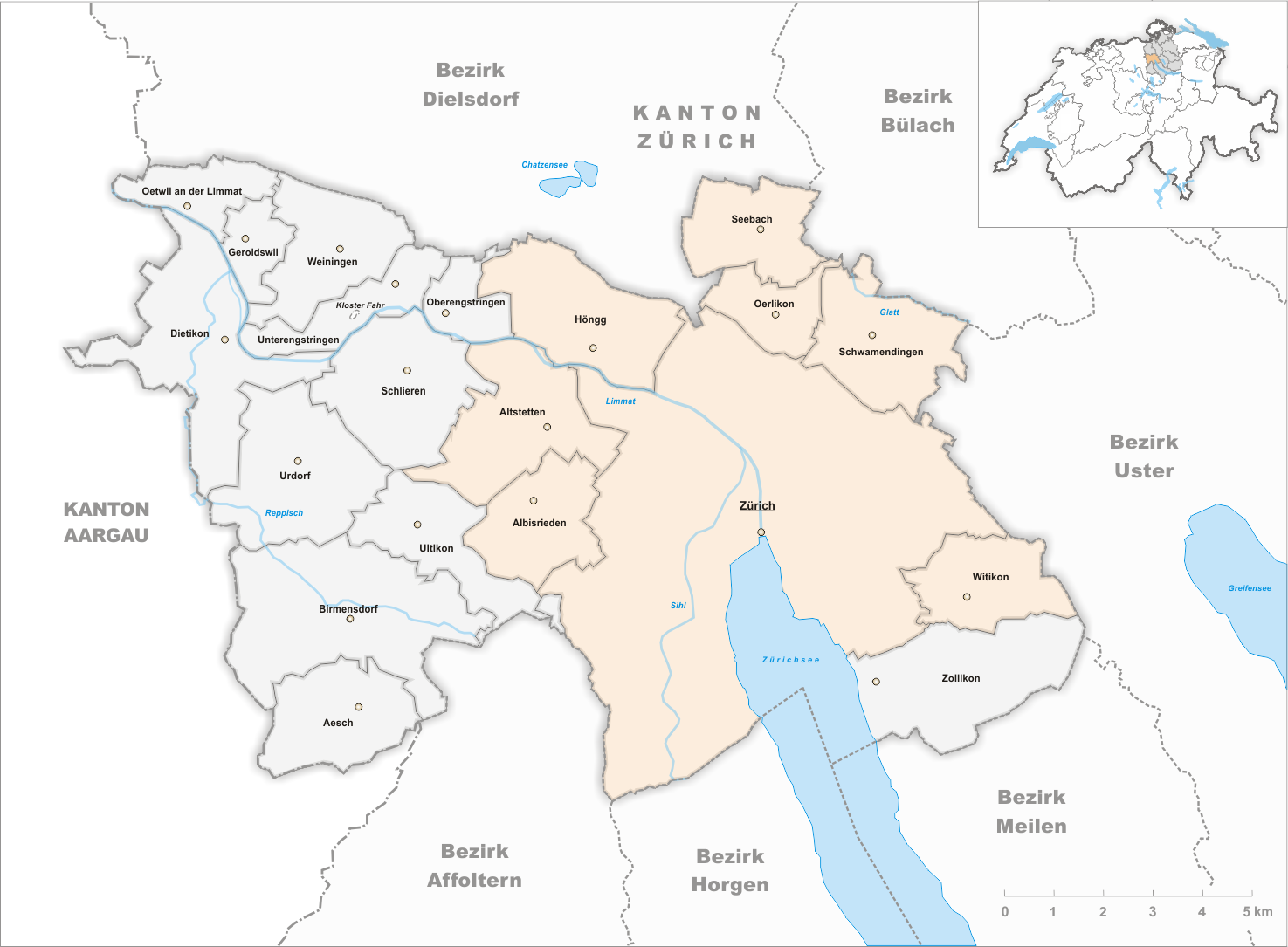
Gemeinden bis 1933
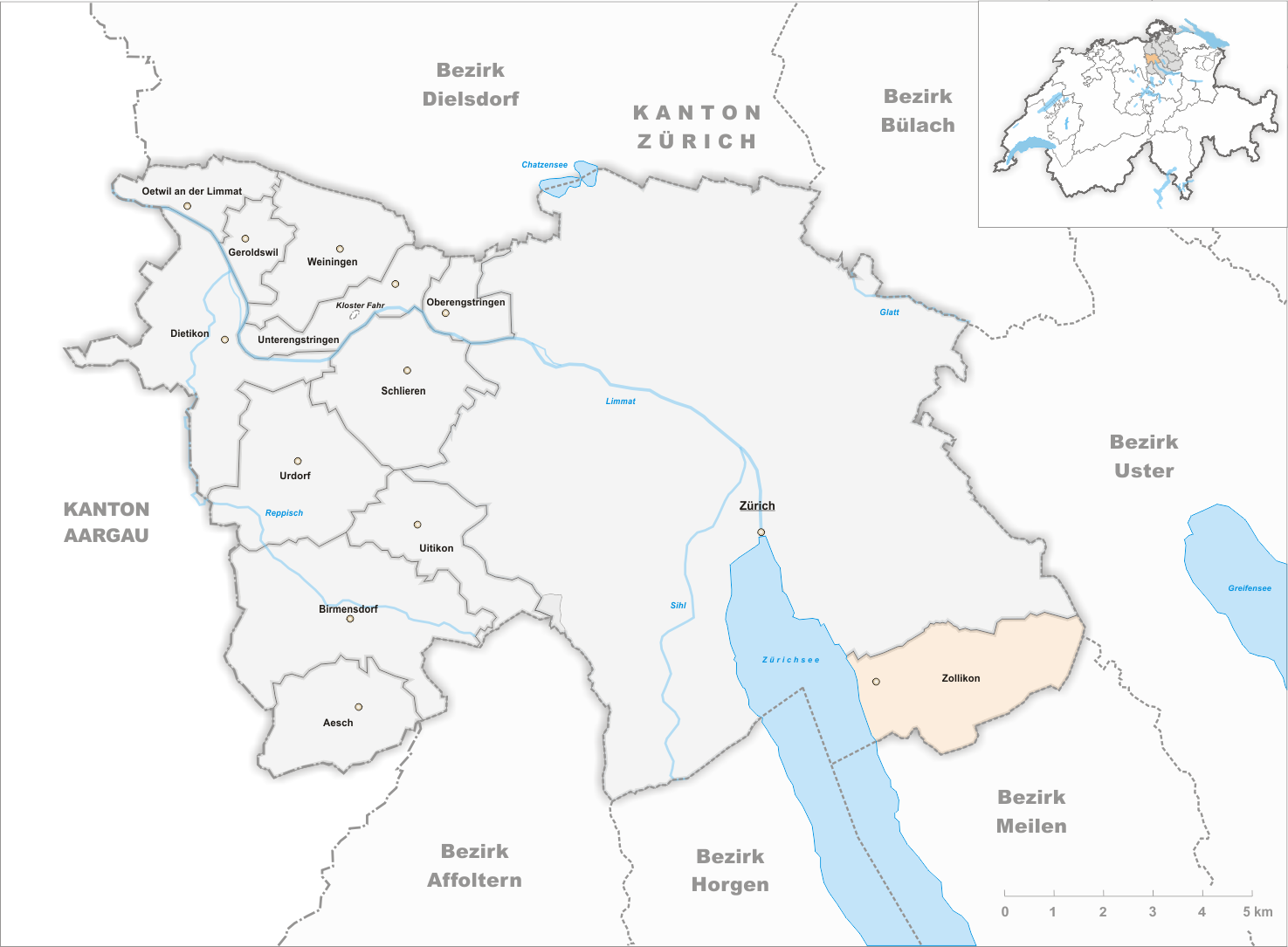
Gemeinden bis 1985
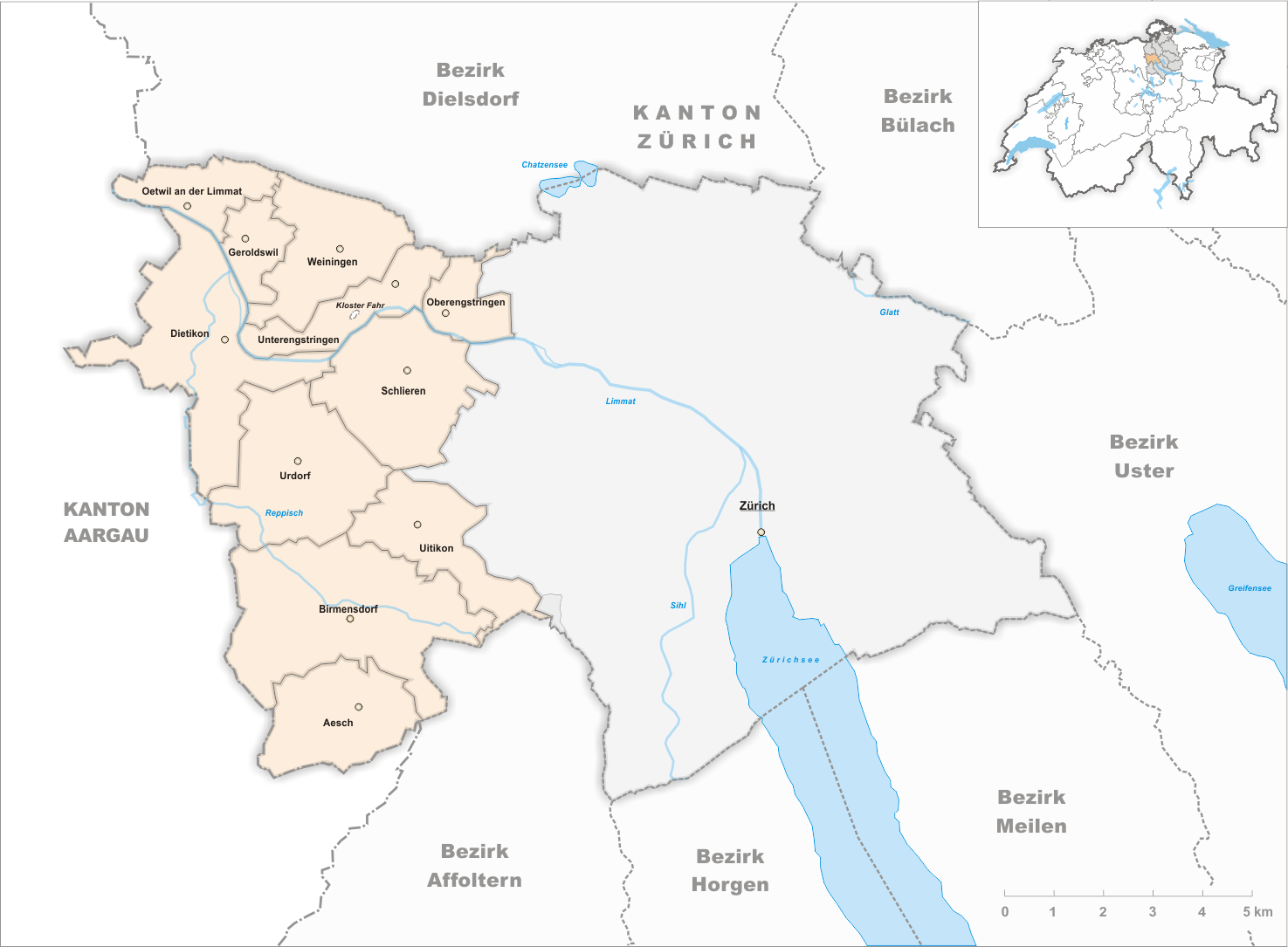
Gemeinden bis 1989

- 1872: Abspaltung von Schwamendingen → Oerlikon
- 1893: Fusion Aussersihl, Enge, Fluntern, Hirslanden, Hottingen, Oberstrass, Riesbach, Unterstrass, Wiedikon, Wipkingen, Wollishofen und Zürich → Zürich
- 1893: Gebietsabtausch Adliswil (Bezirk Horgen) und Wollishofen
- 1931: Fusion Niederurdorf und Oberurdorf → Urdorf
- 1934: Fusion Affoltern (Bezirk Dielsdorf), Albisrieden, Altstetten, Höngg, Oerlikon, Schwamendingen, Seebach, Witikon und Zürich → Zürich
- 1986: Bezirkswechsel Zollikon vom Bezirk Zürich → Bezirk Meilen
- 1989: Bezirkswechsel aller Gemeinden ausser Zürich vom Bezirk Zürich → Bezirk Dietikon

## Zivilgemeinden
Es bestehen keine Zivilgemeinden mehr.

## Ehemalige Gemeinden

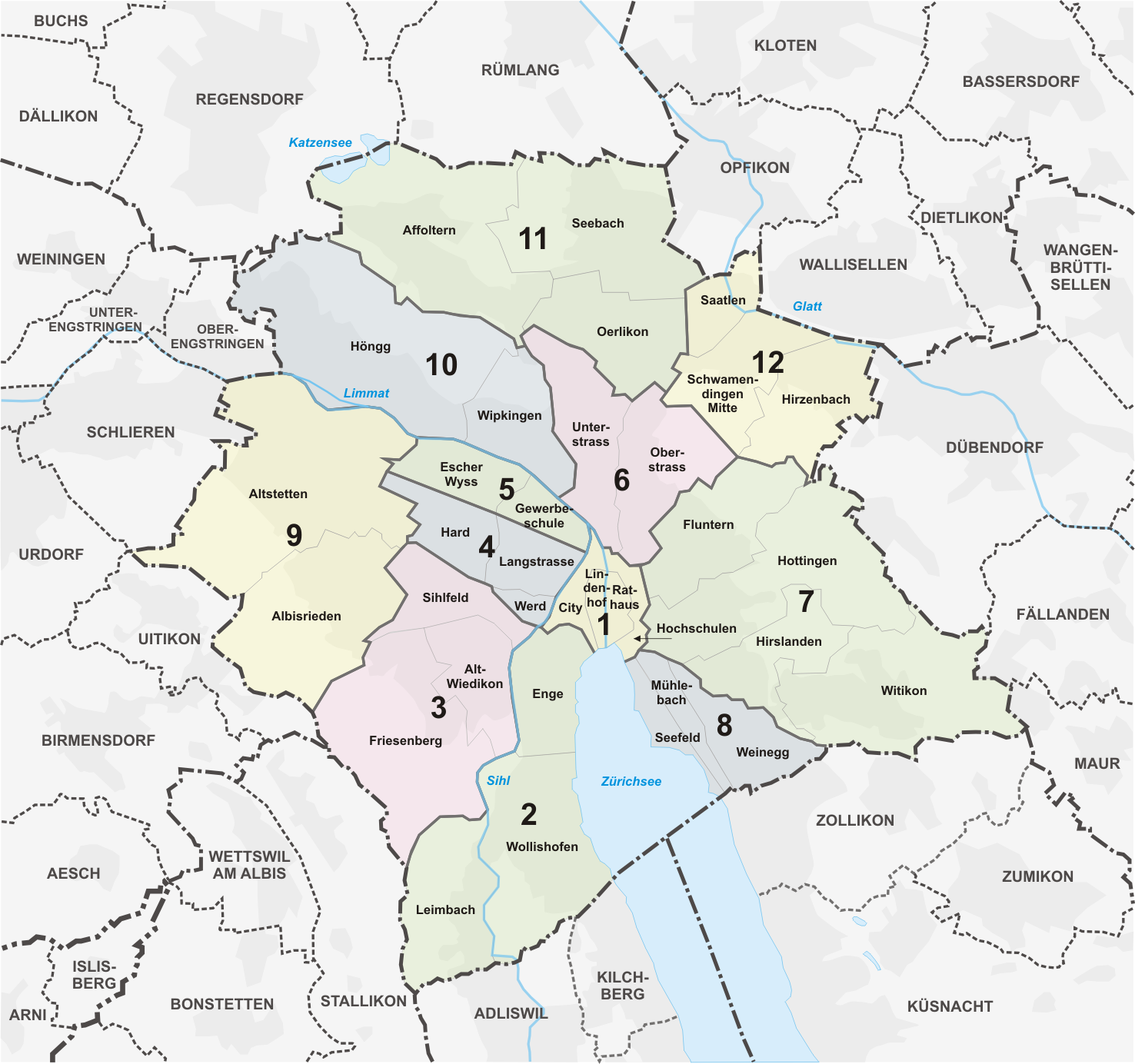
Quartiere der Stadt Zürich

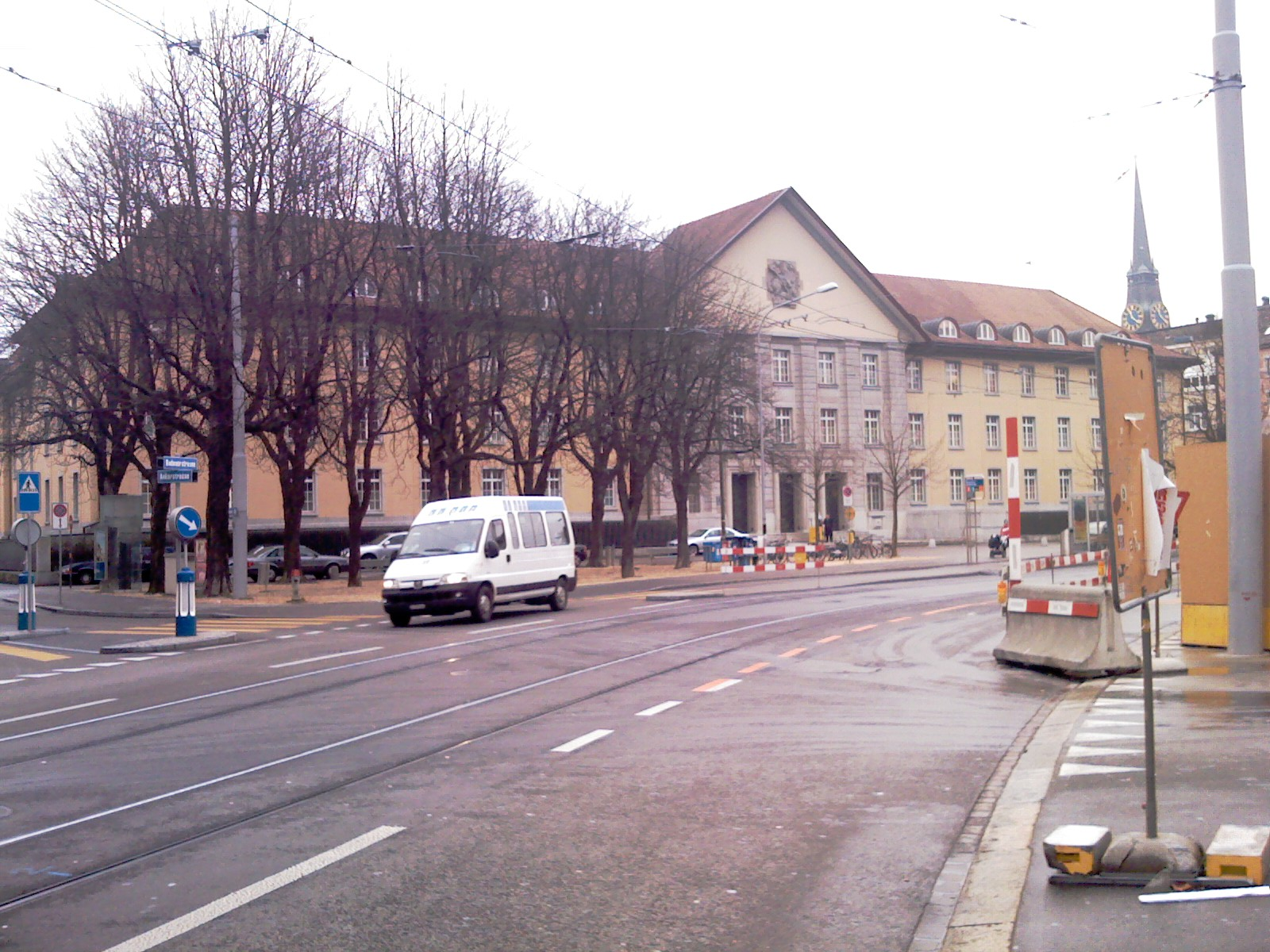
Bezirksgebäude Zürich

In der Stadt Zürich bestehen keine Ortschaften, stattdessen setzt sich die Stadt – in ihrer heutigen Form seit 1934 – aus der alten Stadt Zürich (Altstadt) und 19 ehemals unabhängigen Gemeinden zusammen.
| Wappen         | Ehemaliger Gemeindename | Eingemeindung | Stadtkreis | Postleitzahl     |
| -------------- | ----------------------- | ------------- | ---------- | ---------------- |
| Affoltern      | Affoltern bei Zürich    | 1934          | 11         | 8046             |
| Albisrieden    | Albisrieden             | 1934          | 9          | 8047             |
| Altstetten     | Altstetten              | 1934          | 9          | 8048, 8064       |
| Aussersihl     | Aussersihl              | 1893          | 4/5        | 8004, 8005       |
| Enge           | Enge                    | 1893          | 2          | 8002, 8041       |
| Fluntern       | Fluntern                | 1893          | 7          | 8044             |
| Hirslanden     | Hirslanden              | 1893          | 7          | 8032             |
| Höngg          | Höngg                   | 1934          | 10         | 8049             |
| Hottingen      | Hottingen               | 1893          | 7          | 8032, 8044       |
| Oberstrass     | Oberstrass              | 1893          | 6          | 8006             |
| Oerlikon       | Oerlikon                | 1934          | 11         | 8050, 8057       |
| Riesbach       | Riesbach                | 1893          | 8          | 8008             |
| Schwamendingen | Schwamendingen          | 1934          | 12         | 8050, 8051       |
| Seebach        | Seebach                 | 1934          | 11         | 8050, 8052       |
| Unterstrass    | Unterstrass             | 1893          | 6          | 8006, 8057       |
| Wiedikon       | Wiedikon                | 1893          | 3          | 8003, 8045, 8055 |
| Wipkingen      | Wipkingen               | 1893          | 10         | 8037             |
| Witikon        | Witikon                 | 1934          | 7          | 8053             |
| Wollishofen    | Wollishofen             | 1893          | 2          | 8038             |

## Geschichte
Von 1814 bis 1985 umfasste der Bezirk auch Zollikon und die Gemeinden des heutigen Bezirks Dietikon – die sogenannten «Landgemeinden des Bezirks Zürich». Ein im März 1985 vorgelegtes Gesetz über die Aufteilung des Bezirks – unter der Prämisse, die (angebliche) Dominierung der Landgemeinden durch die bevölkerungsmässig übermächtige Stadt zu beheben – wurde mit 57,5 % Ja-Stimmen angenommen. Während Zollikon daraufhin per 1. Januar 1986 in den Bezirk Meilen wechselte, erwuchs Widerstand in den betroffenen Gemeinden des künftigen Bezirks Dietikon. Aufgrund einer Volksinitiative, welche die Aufhebung der Aufteilung forderte, kam es im März 1988 zu einer zweiten Abstimmung, die mit 34,8 % Ja-Stimmen deutlich scheiterte. Per 1. Juli 1989 wurde der Bezirk Dietikon gebildet.